# Divertimento (album Borysa Dejnarowicza)
Divertimento – debiutancki album solowy Borysa Dejnarowicza. Zawiera pięcioczęściową suitę, będącą autorskim przetworzeniem tradycji minimalizmu, opartym na zastosowaniu do niej podejścia zaczerpniętego z muzyki pop. Czas jej powstania to okres od sierpnia 2007 do marca 2008. Stylistycznie płyta nawiązuje także do ambientu, folku czy jazzu.

## Lista utworów
1. Part One – 12:09
2. Part Two – 9:22
3. Part Three – 6:17
4. Part Four – 12:54
5. Part Five – 6:07

## Twórcy

### Wykonanie
- Miłosz Wośko – fortepian

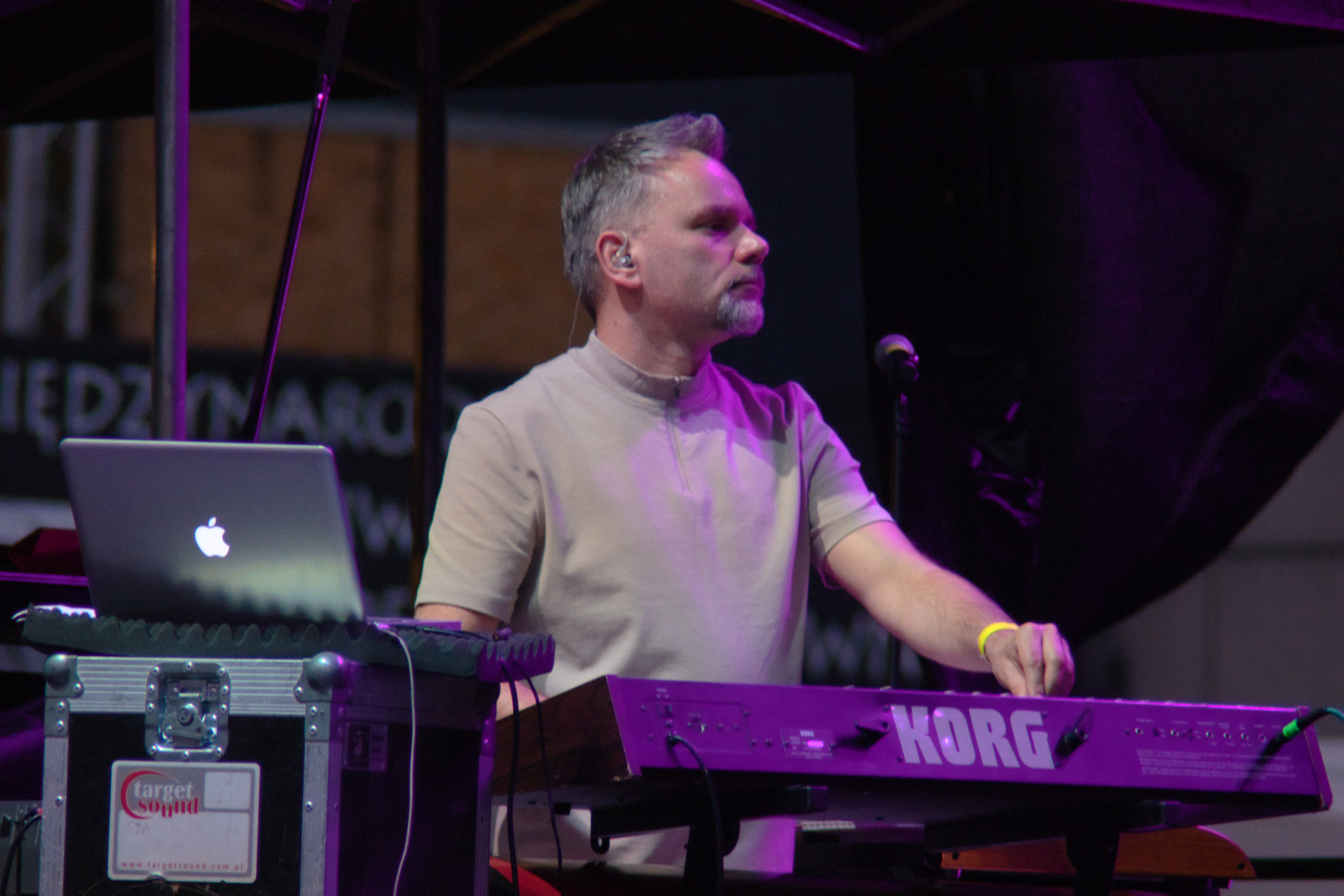
Miłosz Wośko (2019)

- Tomasz Krawczyk – gitara akustyczna
- Wojciech Koprowski – skrzypce
- Sylwia Mróz – altówka
- Michał Lamża – kontrabas
- Sebastian Stanny – saksofon sopranowy
- Miłosz Pękala – dzwonki
- Anna Stanisławska – śpiew

### Produkcja
- Marcin Gajko – produkcja, inżynieria dźwięku, miksowanie
- Borys Dejnarowicz – produkcja, zdjęcia
- Miłosz Wośko – konsultacje
- Leszek Kamiński – mastering
- Beata Danowska – projekt okładki
- Antek Opolski – zdjęcia